# 寺久保エレナ
寺久保 エレナ（てらくぼ えれな、1992年4月30日 - ）は、北海道札幌市出身のジャズ・アルトサクソフォーン フルートクラリネット奏者、作曲家。

## 略歴
- 1998年 - ピアノを習い始める。
- 2001年 - 両親の知り合いからもらった人形がサクソフォーンを持っていて、サクソフォーンに興味を持った。[1]
- 2001年 - 札幌でプロのジャズバンドの生演奏を聴きに行き、サックス奏者になりたいと決める。
- 2002年 - チャーリー・パーカーの本を読み、ジャズの勉強を始める。
- 2004年 - 札幌ジュニアジャズスクールオーケストラ入学。
- 2006年 - 北海道グルーブキャンプ（札幌芸術の森）参加。
- 2008年4月 - 札幌静修高等学校に入学。
- 2009年7月 - 2年時、ボストンバークリー音楽院サマープログラム「Jazz work shop」選抜。
- 2010年6月23日 - 3年時、アルバム「NORTH BIRD」でキングレコードのジャズレーベル、Blue in GreenからCDデビュー。
- 2010年9月 - 東京JAZZ 2010で、Ron Carter(b)､ Ommer Hakim(ds)､ Will Boulware(pf)との共演。
- 2010年12月31日 - 札幌コンサートホールKitara 大ホールにて行われたジルベスター・コンサートで、札幌交響楽団との共演。
- 2011年3月 - 札幌静修高等学校を卒業。
- 2011年3月 - フランス・ブルキナファソ（西アフリカ）での初の海外公演。
- 2011年6月22日 - ケニー・バロン、ロン・カーターらを迎えた2ndアルバム「New York Attitude」リリース。同時にTSUTAYAで同アルバムの無料レンタルキャンペーン開始。
- 2011年9月 - バークリー音楽院日本人初のプレジデンシャルスカラーシップ生として入学。
- 2012年6月3日 - ワシントンDCでおこなわれた「DC Jazz Festival 2012」に自己のバンド、The Erena Terakubo Quartetで出演。
- 2012年6月16日 - ハリウッドでおこなわれた「The 2012 Playboy Jazz Festival」にBill Cosby氏率いるCos of Good Musicのメンバーとして出演し、Jazz Timesなど多くのメディアから絶賛される。
- 2012年6月19日 - アメリカのレコードレーベルFour Quarters Entertainment, Inc.より「New York Attitude」リリース。北米デビューを果たす。
- 2012年9月21日 - 世界三大ジャズフェスティバルのひとつカリフォルニア州モンタレーで行なわれている「Monterey Jazz Festival」に"Berklee-Monterey Sextet 2012"として出演。
- 2012年9月29日 - ボストン市内でおこなわれた「Beantwon Jazz Festival 2012」にThe Erena Terakubo Quartetで出演。
- 2013年1月14日 - 自己のバンド"ERENA TERAKUBO QUARTET"でBlue Note TOKYO に初出演。
- 2013年2月～3月 - 世界的トップ女性ジャズドラマーTerri Lyne Carringtonのユニット"The Mosaic Project"のメンバーとしてニューヨーク、ボストン公演に参加。
- 2013年4月15日 - "Berklee's Ralph Peterson Sextet" のメンバーとしてNote New Yorkに出演する。
- 2014年12月末 バークリー音楽院 卒業
- 2015年1月　活動拠点をニューヨークに移す
- 2015年4月　高校生用英語の教科書「All Aboard Communication English Ⅱ」（東京書籍）　に載る。
- 2016年　カナダのレコード会社「Celler Live」からリーダーアルバム「A Time For Love」リリース。アメリカのジャズ雑誌、ダウンビートに記事が掲載される。
- 2018年　北海道テレビ放送の50周年テーマソング「ハイタッチ」を作曲する。
- 2018年　キングレコードから5枚目のリーダーアルバム「リトル・ガール・パワー」をリリース。
- 2019年4月24日　キングレコードよりリーダーアルバム6枚目 自身初のライブアルバム「アブソルートリー・ライヴ! 」 をリリース
- 2022年4月30日　International Jazz Day 2022で国連本部にてAll-Star Global Concertに出演。マーカス・ミラー (bass), Joey_Alexander (piano), テリ・リン・キャリントン (drums), Pedrito Martinez (percussion), 上原ひろみ (piano) , Linda Oh (bass), Jeremy Pelt  (trumpet), グレゴリー・ポーター (vocals), Mark Whitfield (guitar),等の世界的ミュージシャンと共演。
- 2023年5月　マンハッタン音楽学院（Manhattan School of Music）大学院にて修士号（Master's Degree）を取得。
- 2024年12月　NYCの名門ジャズクラブ”Dizzy's Jazz Club”にて自身初のBig Bandでの公演を行う。
- 2025年5月　オフブロードウェイで2ヶ月程公演された”GODDESS"に参加。

## 出演

### TV
- 題名のない音楽会 （テレビ朝日､ 2010年5月9日）
- ネットワークニュース北海道（NHK札幌放送局、2010年6月28日）
- グッチーの 今日ドキッ!「情熱人」（HBC、2010年8月5日）[2]
- 1億人の大質問!?笑ってコラえて!『日本全国金の卵の旅』（日本テレビ、2010年9月22日）
- HTBノンフィクション ｢HOP SWING JUMP～天才サックス女子高生 エレナ｣ (2011年3月26日、ナレーター：安田顕)
- J-MELO「Spring Festival PARTⅠ」（NHK総合、2011年5月16日 1:00-）
- J-MELO「Spring Festival PARTⅡ」（NHK総合、2011年5月23日）
- J-MELO（NHK総合、2011年8月1日）
- 美女動画（HTB、2011年9月12日 - 15日）
- テレメンタリー2012（テレビ朝日系列放送、HTB制作 2012年7月）/ 「エレナ ゴー アメリカ」
- キラキラ（HTB、2018年1月8日 - 11日）
- HTB 開局50周年記念 イチオシ！モーニングスペシャル ハイタッチ～ユメミル、音楽のチカラ～(2018年3月24日）

### ラジオ
- つながるラジオ（NHKラジオ第1、2011年3月2日）
- 上柳昌彦 ごごばん!（ニッポン放送、2011年7月13日） - 「ごごばん!トークセッション〜昼のヒトスタジオ〜」ゲスト
- WBGO(2013年4月15日)

## 作品

### 配信限定シングル
1. ハイタッチ（2017年12月8日配信開始）

### アルバム
1. NORTH BIRD （2010年6月23日発売 キングレコード）
2. New York Attitude （2011年6月22日発売 キングレコード）
3. BURKINA （2013年7月24日発売 Eighty Eight's ）
4. A Time For Love （2016年1月21日発売 Cellar Live/King International ）
5. LITTLE GIRL POWER （2018年3月7日発売 キングレコード）
6. ABSOLUTELY LIVE （2019年4月24日発売 キングレコード)

### 参加作品
佐山雅弘クインテット「Red Zone」(2009年8月25日発売、アルバム)
The Great Jazz Trio+（ハンク・ジョーンズ）｢THE MEMORIAL OF HANK JONES-NPUBLISHED ANTHOLOGY-｣on 03 Come Rain or Come Shine. (2010年9月29日発売)
｢Boys in Rolls｣-on 01､05 (2011年2月2日)
Matt Savage / Piano Voyages（2016年）
Juana Luna / Ocean Avenue　（2019年）
Ulysses Owens Jr Big Band / Soul Conversations (2021年5月27日)
ULYSSES OWENS JR. AND GENERATION Y.  / A NEW BEAT (2024年1月19日)
Hiromi Saeki / When The Moon Shines Upon Us (2024年4月17日)
Wheel of Dharma / Joe Elefante （2024年）
Tracy Yang Jazz Orchestra/ OR 手術劇院（2024年8月23日）
Square One / EMPRESS (2025年3月14日）
Peter Lin  / AAPI Jazz Collective:Identity（2025年7月）
David Sneider / Introducing （2025年9月）

## 受賞歴
1. ボストンバークリー音楽院アワード(2006年3月)
2. ボストンバークリー音楽院サマープログラムフルスカラーシップ(2008年7月)
3. スウィング・ジャーナル選定ゴールドディスク（アルバム「NORTH BIRD」）(2010年)
4. ボストンバークリー音楽院プレジデンシャルスカラーシップ(2011年4月)
5. 第24回ミュージック･ペンクラブ　《ポピュラー部門》“ベスト･ニュー･アーティスト”(2012年2月)